# Gobseck (film 1924)
Gobseck è un film muto del 1924 diretto da Preben J. Rist.

## Produzione
Il film fu prodotto dalla Suprema-Film GmbH.

## Distribuzione
Il film uscì nelle sale cinematografiche tedesche il 25 aprile 1924.